# Botanická zahrada Pisa
Botanická zahrada Pisa, italsky Orto botanico di Pisa, známá také jako Orto Botanico dell'Università di Pisa, je botanická zahrada spravovaná pisánskou univerzitou. Nachází se na via Luca Ghini 5, asi 250 m jižně od Piazza dei Miracoli v Pise.
Zahrada byla založena roku 1544 Cosimem I. jako první univerzitní botanická zahrada v Evropě, a svěřena významnému botanikovi Ghinimu z Imoly. Roku 1563 byla zahrada přemístěna z původní pobřežní lokality (nyní Arsenal) do blízkosti kláštera Santa Marta, a roku 1591 byla přesunuta do současné polohy. Od počátku byla součástí zahrady sbírka přírodních objektů (nyní v pisánském Museo di Storia Naturale), knihovna (nyní součást univerzitní knihovny), a také sbírka portrétů jejích ředitelů. Je zde také jeden z nejstarších vytápěných skleníků v Itálii.
Dnes je zahrada rozdělena na několik částí a zahrnuje botanickou školu, zahrady, rybníky, skleníky a další budovy.

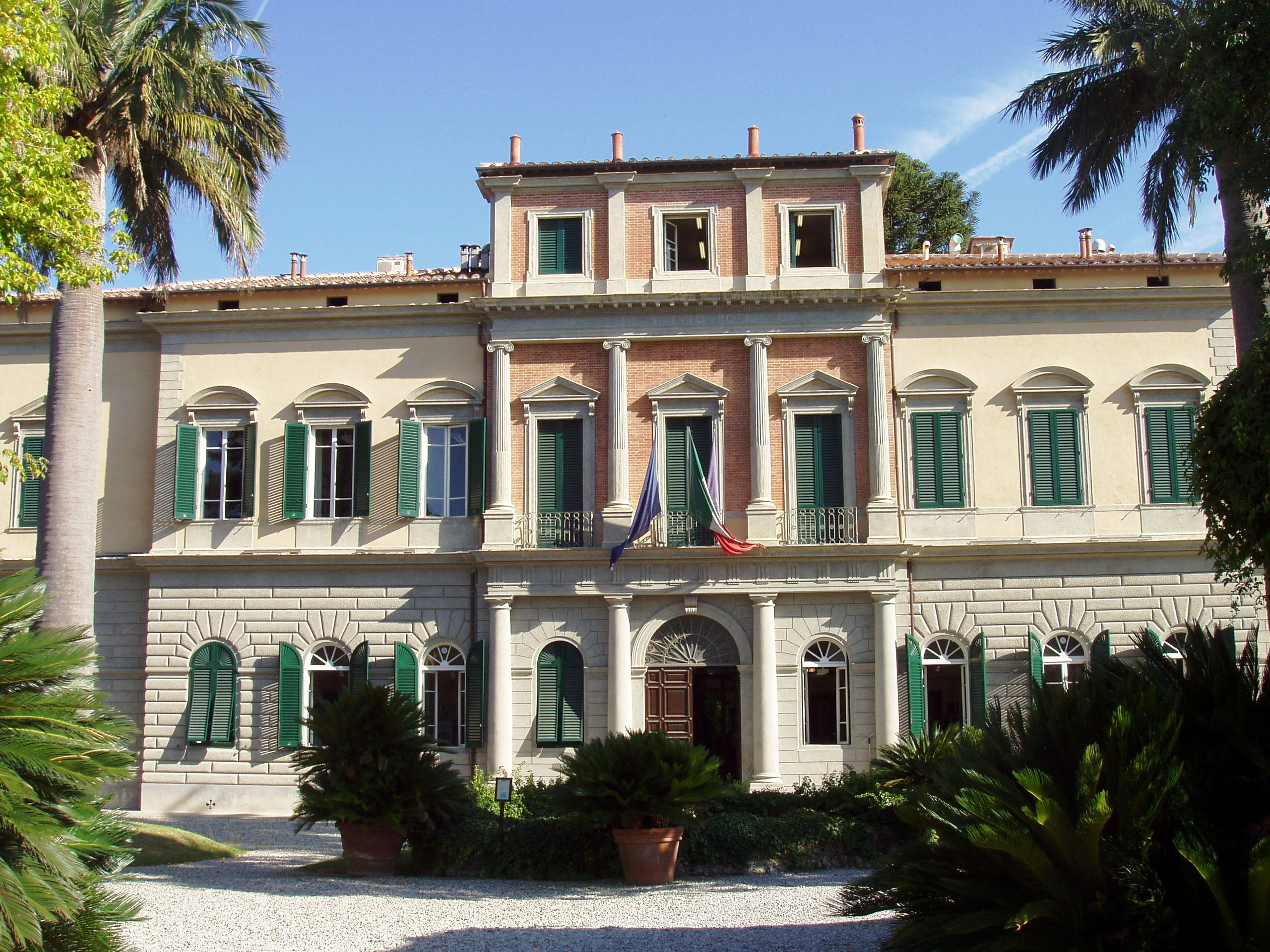
Botanická škola

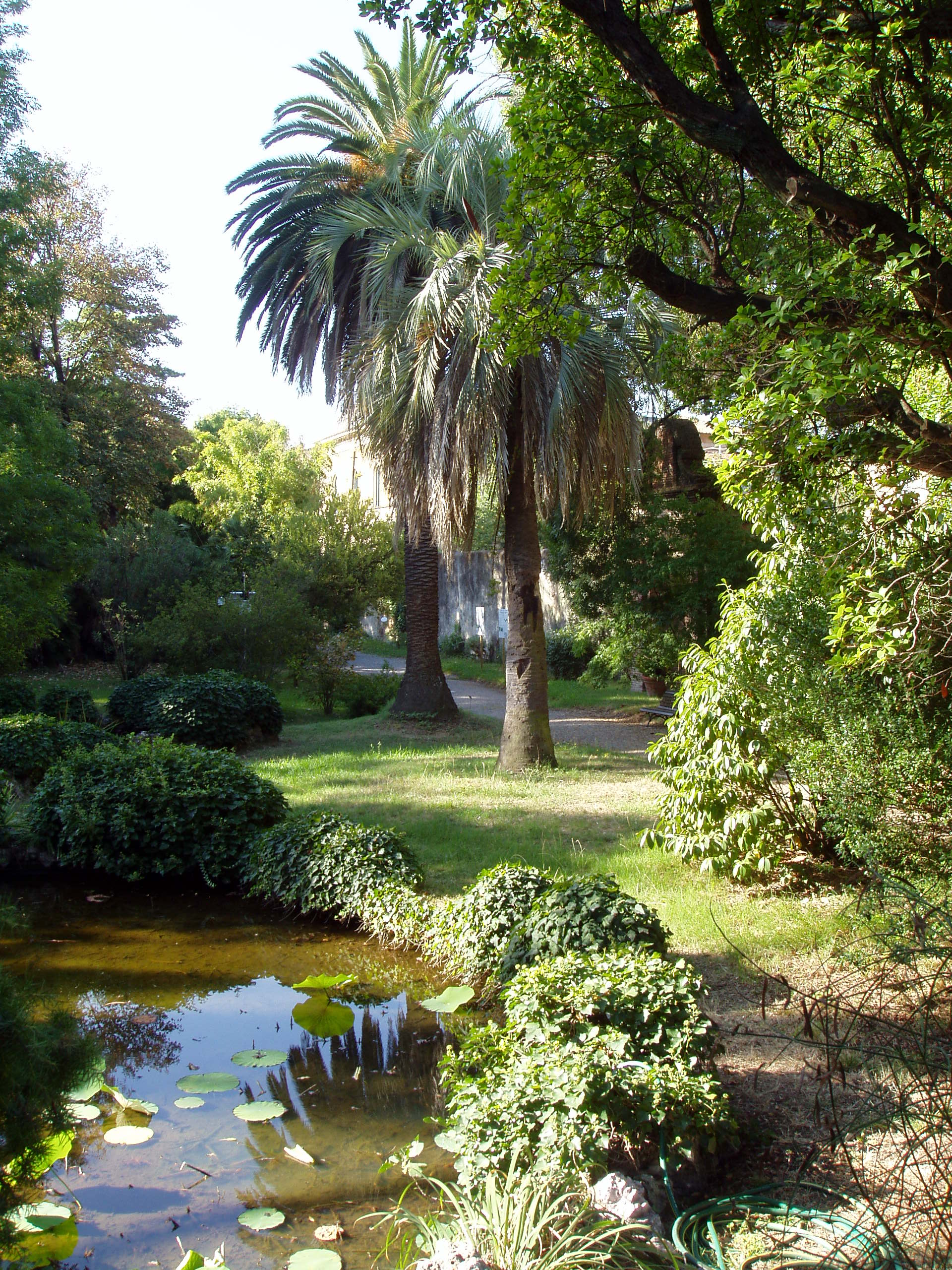
Orto botanico di Pisa